# Wiktor Jastrzębski
Wiktor Jastrzębski (ur. 1944) – polski żużlowiec i trener sportu żużlowego.
Sport żużlowy uprawiał w latach 1962–1973, przez całą karierę reprezentując barwy klubu Włókniarz Częstochowa.
W 1972 r. wystąpił w reprezentacji Polski podczas rozegranego w Borås finału mistrzostw świata par, wspólnie ze Zbigniewem Marcinkowskim zajmując V miejsce.
Do jego indywidualnych sukcesów należały: XIV miejsce w finale indywidualnych mistrzostw Polski (Rybnik 1966), II miejsce w klasyfikacji końcowej turnieju o Srebrny Kask (1966), XIII miejsce w klasyfikacji końcowej turnieju o Złoty Kask (1967) oraz III miejsce w memoriale im. Bronisława Idzikowskiego i Marka Czernego (Częstochowa 1971)
Po zakończeniu kariery zajął się działalnością szkoleniową, przez wiele lat trenując juniorów w częstochowskim klubie.